# 5182 Bray
5182 Bray este un asteroid din centura principală de asteroizi.

## Descriere
5182 Bray este un asteroid din centura principală de asteroizi. A fost descoperit pe 1 iulie 1989 la Observatorul Palomar de Eleanor Francis Helin. El prezintă o orbită caracterizată de o semiaxă mare de 2,59 ua, o excentricitate de 0,16 și o înclinație de 15,9° în raport cu ecliptica.